# Carrington
Carrington es una película francobritánica de Christopher Hampton estrenada en 1995. El guion adapta una biografía del intelectual Lytton Strachey, firmada por Michael Holroyd. Permite descubrir el Grupo de Bloomsbury al cual pertenecían Virginia Woolf y John Maynard Keynes. 

## Argumento
En casa de unos amigos, el escritor soltero y homosexual, Lytton Strachey (Jonathan Pryce) conoce a la joven artista, Dora Carrington (Emma Thompson), a la que toma a primera vista por un hombre. Es el comienzo de su vida en común entre un homosexual y una mujer inconformista, ligados por una extraña pasión.

## Reparto
- Emma Thompson: Dora Carrington
- Jonathan Pryce: Lytton Strachey
- Steven Waddington: Ralph Partridge
- Samuel West: Gerald Brenan
- Rufus Sewell: Mark Gertler
- Penelope Wilton: Lady Ottoline Morrell
- Janet McTeer: Vanessa Bell
- Peter Blythe: Phillip Morrell
- Jeremy Northam: Beacus Penrose
- Alex Kingston: Frances Partridge
- Sebastian Harcombe: Roger Senhouse
- Richard Clifford: Clive Bell
- David Ryall: Maigr
- Stephen Boxer: Military Rep
- Annabel Mullion: Mary Hutchinson

## Premios y candidaturas
El film recibió el Gran Premio del Jurado en el Festival Internacional de Cine de Cannes de 1995. Por su papel, Jonathan Pryce también fue galardonado en el mismo certamen al Premio al mejor actor.